# Langgliedriger Frauenmantel
Der Langgliedrige Frauenmantel (Alchemilla longinodis) ist eine Art aus der Gattung der Frauenmantel (Alchemilla).

## Merkmale
Der Langgliedrige Frauenmantel ist eine schwächliche, kleine bis mittelgroße Pflanze. Die Blattspreiten der Grundblätter haben eine Breite von 1,5 bis 6 Zentimeter und sind nieren- bis halbkreisförmig und 180 bis 315° umfassend. Sie sind hell blaugrün bis dunkel graugrün, glanzlos, auf der Unterseite grau- bis silberweiß seidig, mit trichterigem Stielansatz, aber weder wellig noch faltig. Sie sind auf (40) 50 bis 85 % des Radius in 7 bis 9 Abschnitte unterteilt. Die Abschnitte sind verkehrt-eiförmig bis länglich-linealisch, 1,5- bis 3-mal so lang wie breit, 33 bis 60° breit, gestutzt oder abgerundet und 7 bis 13-zähnig. Die Zähne sind 0,5 bis 2 Millimeter lang, was 4 bis 7 % des Spreitenradius entspricht, 0,5 bis 2 Millimeter breit, 0,5- bis 1,5-mal so lang wie breit, breit krumm-dreieckig bis länglich-warzenförmig, spitz und parallel bis zusammenneigend. Der Endzahn wird als einziger von seinen Nachbarn überragt. Der Stängel ist 5 bis 20 Zentimeter lang, 1,5- bis 2-mal so lang wie die Blattstiele und aufrecht oder kurz aufsteigend. Die oberen Internodien sind lang. Die Teilblütenstände sind auseinandergerückt. Die Breite der größten Stängelblätter entspricht 6 bis 10 % der Stängellänge. Die Nebenblätter am obersten Stängelblatt sind 5 bis 7 Millimeter lang und 2- bis 4-zipflig. Die Blüten sind 2 bis 3 Millimeter lang, 3 bis 4 Millimeter breit und gelbgrün bis gelb. Die Kelchblätter sind 1,2- bis 1,5-mal so lang wie breit und 0,8- bis 0,9-mal so lang wie der Kelchbecher. Sie sind zuletzt aufrecht-spreizend.

## Vorkommen
Der Langgliedrige Frauenmantel ist nur aus dem Unterwallis oberhalb von Finhaut in den Granitalpen von Salvan bekannt. Hier ist die Art vor allem im Triege-Tal anzutreffen. Sie wächst hauptsächlich in der subalpinen Stufe in Höhenlagen von 1400 bis 1800 Meter. Auf dem La Gueule wurde sie in 1960 Meter Höhe gefunden. Ihre Standorte sind Matten, Felsspalten, Ruhschutt, Gebüsche und lichte Stellen in der obersten Nadelwaldregion. Alchemilla longinodis hat ähnliche Standortansprüche wie Alchemilla pallens und ist überwiegend an feuchteren, absonnigen, geschützten Stellen zu finden. Sie wächst in frischen, steinigen, kalkfreien aber meist basenreichen und nur selten schwach sauren, meist feinerdereichen, mäßig nährstoffreichen, humosen Lehmböden.
Alchemilla longinodis ist hauptsächlich in den Verbänden Mesobromion (vergesellschaftet mit Prunella grandiflora, Carlina acaulis, Carduus defloratus, Acinos alpinus, Trifolium pratense, Hieracium bifidum und 2 Thymus-Arten), Polygono-Trisetion, Poion alpinae und Nardion (hier zusammen mit Alchemilla alpina) anzutreffen. Im Kontaktbereich dieser Verbände erreicht der Langgliedrige Frauenmantel hohe Stetigkeit. Weiters werden Lücken in Adenostylion alliarae-Gesellschaften (zusammen mit Alnus alnobetula, Astrantia minor, Ranunculus serpens), im Rhododendro-Vaccinion und im Vaccinio-Piceion genutzt. In Felsspalten wächst sie im Androsacion vandellii zusammen mit Silene rupestris, Alchemilla saxatilis, Alchemilla alpina, Bupleurum stellatum, Cerastium arvense subsp. strictum, Gentiana purpurea und in Thlaspion rotundifolii- bzw. Potentillion caulescentis-Gesellschaften zusammen mit Campanula cochlearifolia, Aster bellidiastrum, Valeriana tripteris und Cystopteris regia.

## Etymologie
Der Name longinodis leitet sich von lat. longus = lang und nodum = Knoten her. Er bezieht sich möglicherweise auf die langen Internodien des Stängels.

## Belege
- Sigurd Fröhner: Alchemilla. In: Hans. J. Conert u. a. (Hrsg.): Gustav Hegi. Illustrierte Flora von Mitteleuropa. Band 4 Teil 2B: Spermatophyta: Angiospermae: Dicotyledones 2 (3). Rosaceae 2. Blackwell 1995, S. 226–227, ISBN 3-8263-2533-8